# Klasa (matematyka)
Klasa – wielość obiektów, która może być określona przez własność posiadaną przez wszystkie jej elementy. Pojęcie klasy jest uogólnieniem pojęcia zbioru.
Wiele obiektów w matematyce jest „za dużych” aby badać je przy użyciu zbiorów i muszą być opisywane przy użyciu klas. W literaturze istnieje kilka sposobów formalizacji pojęcia klasy.

## Przykłady
Przykłady klas:
- klasa wszystkich zbiorów – rozważanie zbiorów wszystkich zbiorów prowadzi do antynomii (paradoks zbioru wszystkich zbiorów), dlatego wszystkie zbiory tworzą klasę właściwą
- klasa wszystkich liczb porządkowych – rozważanie zbioru wszystkich liczb porządkowych prowadzi do antynomii (paradoks Buralego-Fortiego), dlatego liczby porządkowe tworzą klasę właściwą
- klasa wszystkich liczb nadrzeczywistych – jest to nadklasa klasy wszystkich liczb porządkowych
- klasy obiektów dużych kategorii, np. Top – kategorii wszystkich przestrzeni topologicznych
- uniwersum konstruowalne

## Klasy jako formuły
Klasy można traktować jako nieformalne obiekty wyznaczone przez formuły języka teorii mnogości. Podejście takie jest przyjmowane, na przykład, w monografii Thomasa Jecha. W książce tej, dla formuły {\displaystyle \varphi (x,y_{1},y_{2},\dots ,y_{n})} o zmiennych wolnych zawartych wśród {\displaystyle x,y_{1},y_{2},\dots ,y_{n}} oraz parametrów {\displaystyle p_{1},\dots ,p_{n},} wprowadza się klasę definiowaną przez {\displaystyle \varphi } z parametrów {\displaystyle p_{1},\dots ,p_{n}} jako {\displaystyle \mathbf {C} =\{x:\varphi (x,p_{1},\dots ,p_{n})\}.} Tak więc dla klasy {\displaystyle \mathbf {C} } zdefiniowanej przez {\displaystyle \varphi } z parametrów {\displaystyle p_{1},\dots ,p_{n}} mamy
{\displaystyle x\in \mathbf {C} } wtedy i tylko wtedy, gdy {\displaystyle \varphi (x,p_{1},\dots ,p_{n}).}
Klasy {\displaystyle \mathbf {C} ,\mathbf {D} } zdefiniowane przez {\displaystyle \varphi (x,p_{1},\dots ,p_{n}),} {\displaystyle \psi (x,q_{1},\dots ,q_{m})} (odpowiednio) są równe wtedy i tylko wtedy, gdy mają te same elementy, czyli gdy
{\displaystyle (\forall x)(\varphi (x,p_{1},\dots ,p_{n})\ \Leftrightarrow \ \psi (x,q_{1},\dots ,q_{m}))}
Przy tym podejściu, wprawdzie wykonujemy różne operacje na klasach czy też rozważamy różne relacje między nimi, klasy są tożsame z formułami je definiującymi. Każde użycie klasy może być zastąpione przez odwołanie do formuły ją definiującej.

## Teoria klas Morse’a-Kelleya
John L. Kelley zaproponował podejście sformalizowane trochę inaczej przez Anthony Morse’a i rozważane też przez Johna von Neumanna, a znane dzisiaj jako teoria klas Morse’a-Kelleya (lub system Morse’a-Kelleya). Jest to teoria w języku {\displaystyle {\mathcal {L}}(\in );} obiekty nazywane są klasami, a klasy które są elementami innych klas nazywane są też zbiorami (tak więc „{\displaystyle x} jest zbiorem” jest formułą {\displaystyle (\exists y)(x\in y)}). Klasy które nie są zbiorami nazywane są klasami właściwymi.
W literaturze przedmiotu spotyka się kilka zestawów aksjomatów nazywanych aksjomatami teorii klas Morse’a-Kelleya. Różnice między rozważanymi aksjomatykami mogą być bardzo istotne, a odpowiadające im teorie mogą być różne. Jedną ze spotykanych aksjomatyk jest następująca (w tym ujęciu zakłada się bardzo silną wersję AC):
- Aksjomat ekstensjonalności (klasy mające te same elementy są równe).
- Dla każdej formuły {\displaystyle \varphi } języka {\displaystyle {\mathcal {L}}(\in )} wprowadzamy aksjomat orzekający, że istnieje klasa złożona ze zbiorów, które spełniają tę formułę:

{\displaystyle {\Big (}\exists y{\Big )}{\Big (}\forall x{\Big )}{\Big (}x\in y\ \Leftrightarrow \ ((\exists z)(x\in z)\ \wedge \ \varphi (x)){\Big )}.}
- Aksjomat pary (dla każdych zbiorów {\displaystyle x,y} istnieje zbiór {\displaystyle \{x,y\},} którego jedynymi elementami są {\displaystyle x} i {\displaystyle y}).
- Klasa C jest klasą właściwą wtedy – i tylko wtedy – gdy istnieje bijekcja z C na klasę V wszystkich zbiorów.
- Aksjomat zbioru potęgowego: dla zbioru A, klasa wszystkich podzbiorów zbioru {\displaystyle A} jest zbiorem.
- Aksjomat sumy: suma zbioru zbiorów jest zbiorem.
- Aksjomat nieskończoności:

{\displaystyle {\Big (}\exists w\in \mathbf {V} {\Big )}{\Big (}\varnothing \in w\ \wedge \ (\forall y\in w)(y\cup \{y\}\in w){\Big )}}
- Aksjomat regularności:

{\displaystyle {\Big (}\forall x{\Big )}{\Big (}x\neq \varnothing \ \Rightarrow \ (\exists y\in x)(y\cap x=\varnothing ){\Big )}.}
Teoria ta istotnie rozszerza teorię ZFC.
Wojciech Guzicki i Paweł Zbierski opierają swój wykład teorii mnogości na zbliżonej aksjomatyce.

## Teoria klas NBG
Aksjomatyzacja teorii mnogości zaproponowana przez von Neumanna, rozwinięta przez Paula Bernaysa, a następnie uproszczona przez Kurta Gödla znana jest dzisiaj jako aksjomatyka NBG. Występują w niej dwa rodzaje obiektów (klasy i zbiory) i relacja należenia
{\displaystyle x\in y}
jest określona tylko wtedy, gdy {\displaystyle x} jest zbiorem. W literaturze istnieje kilka różnych aksjomatyk określanych jako aksjomaty teorii klas von Neumanna-Bernaysa-Gödla. Różnice między nimi mogą być bardzo istotne a odpowiadające im teorie mogą być różne. Jedną ze spotykanych aksjomatyk jest następująca (w tym ujęciu zakłada się bardzo silną wersję AC):
- Aksjomaty extensjonalności (klasy mające te same elementy są równe; zbiory mające te same elementy są równe).
- Dla każdej formuły {\displaystyle \varphi ,} w której nie ma kwantyfikowania po klasach, wprowadzamy aksjomat orzekający, że istnieje klasa złożona z tych zbiorów, które spełniają tę formułę.
- Aksjomat pary (dla każdych zbiorów {\displaystyle x,y} istnieje zbiór {\displaystyle \{x,y\}} którego jedynymi elementami są {\displaystyle x} i {\displaystyle y}).
- Dla każdej klasy C,

istnieje zbiór {\displaystyle c} taki że {\displaystyle (\forall x)(x\in c\Leftrightarrow x\in \mathbf {C} )} wtedy i tylko wtedy, gdy
nie istnieje żadna bijekcja z C na klasę V wszystkich zbiorów.
- Aksjomat zbioru potęgowego: dla zbioru {\displaystyle x,} istnieje zbiór złożony z wszystkich podzbiorów {\displaystyle x.}
- Aksjomat sumy: dla każdego zbioru {\displaystyle x} istnieje zbiór złożony ze wszystkich elementów zbioru {\displaystyle x.}
- Aksjomat nieskończoności: istnieje zbiór induktywny, tzn. zbiór {\displaystyle w} taki że

{\displaystyle \varnothing \in w\ \wedge \ (\forall y\in w)(y\cup \{y\}\in w)}
- Aksjomat regularności: w każdej niepustej klasie C można znaleźć element {\displaystyle x} rozłączny z tą klasą.

Teoria NBG jest konserwatywnym rozszerzeniem ZFC (tzn. zdania w języku ZFC są dowodliwe w ZFC wtedy i tylko wtedy, gdy są one dowodliwe w NBG).